# كوبان (اليابان)
هذا المقال عن كشك الشرطة، اما عن المدينة أنظر كوبان (مدينة أثرية)

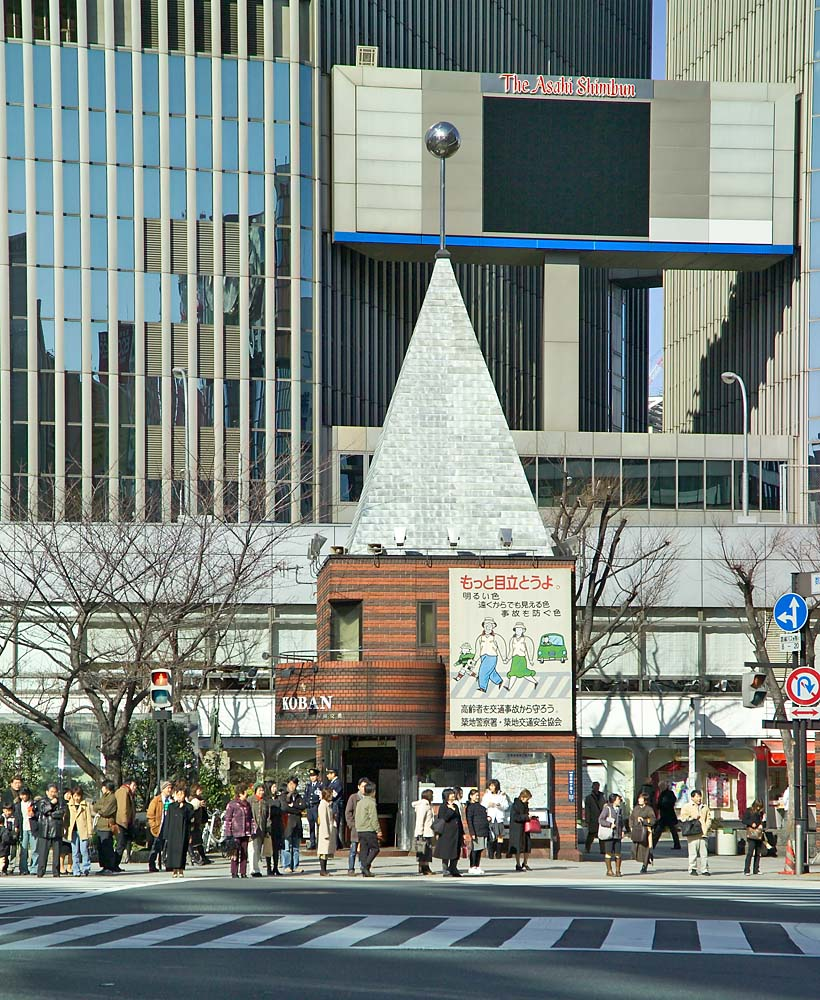
صورة للكوبان (كشك الشرطة) في منطقة قينزا

كوبان هو اسم معرب من الكلمة اليابانية 交番 وبالإنجليزية هي kōban، وتعني كشك الشرطة (بوليس) في دولة اليابان. وهي جزء من منظومة الشرطة في اليابان. هذا بالإضافة إلى مراكز الشرطة الكبيرة 警察署 في كل الأحياء اليابانية. عادة ما يتواجد الكوبان في الحرات السكنية وكذلك قريبا من محطات القطار، وتعطي خاصية اللامركزية في اكشاك الشرطة القدرة على الاستجابة السريعة في حالة الطوارئ.
وفي مدن عدة في أمريكا وسنغافورة بدؤوا تكييف نظام الكوبان لكي تكون وسيلة فعالة للحفاظ على الأمن العام